# Patrick O'Boyle
Patrick Louis O'Boyle  (né le 18 juillet 1896 à Scranton (Pennsylvanie) aux États-Unis, et mort le 10 août 1987 à Washington), est un prélat américain de l'Église catholique du XXe siècle, créé cardinal par le pape Paul VI. 

## Biographie

### Formation
Patrick Louis O'Boyle est né à Scranton en 1896, fils d'immigrés irlandais, Michael et Mary (née Muldoon) O'Boyle. Son père est du comté de Donegal et est arrivé en 1889 aux États-Unis où il s'est installé à Bedford près de New York. Sa mère est originaire du comté de Mayo et elle est arrivée à New York en 1879. Les parents de Patrick O'Boyle se marient en décembre 1893. Peu de temps après, ils déménagent à Scranton où le père devient ouvrier dans une aciérie. Ils ont une fille qui meurt en bas âge en 1895.
Patrick O'Boyle est baptisé deux jours après sa naissance à l'église Saint-Paul de Scranton. Après la mort de son père en 1907, il aide sa mère en étant livreur de journaux, tout en continuant à aller à l'école qu'il quitte en 1910 pour entrer chez Bradstreet. Mais un an plus tard, il entre sur le conseil d'un prêtre au St. Thomas College. En plus de ses études, il est bibliothécaire et publie des articles dans The Aquinas. 
Patrick O'Boyle est diplômé de St. Thomas comme « valedictorian » en 1916, puis commence ses études en vue de la prêtrise au St. Joseph's Seminary de Dunwoodie. Il y noue des liens d'amitié avec James Francis McIntyre, futur archevêque de Los Angeles et cardinal, celui-ci aide O'Boyle en latin et l'invite dans sa famille pour les vacances.

### Prêtre
O'Boyle est ordonné prêtre par Mgr Hayes le 21 mai 1921. Le lendemain, il célèbre sa messe de prémisse dans son église Saint-Paul de Scranton. Il retourne à New York en juin suivant, lorsqu'il est nommé curé de l'église  St. Columba's de Chelsea à Manhattan. Il y organise la société Saint-Joseph destinée aux adolescents avec trois cents membres au début. Il organise des après-midis dansantes pour la paroisse. De 1926 à 1933, O'Boyle est directeur de la Catholic Guardian Society, qui s'occupe de réunir des fonds pour les orphelins et les pupilles ; il est également vicaire à l'église des Saints-Innocents de New York. L'historienne Sheila Wickouski précise qu'il a comme priorités la question sociale, les droits des travailleurs, et l'égalité raciale.
Patrick O'Boyle approfondit ses études à la New York School of Social Work de 1927 à 1932. Il enseigne aussi la protection de l'enfance à la Fordham Graduate School of Social Service de 1930 à 1934. En 1933, il organise la National Conference of Catholic Charities qui s'occupe des œuvres caritatives. L'abbé O'Boyle travaille étroitement avec l'agence du New Deal, la Works Progress Administration, afin de trouver du travail aux jeunes chômeurs. Ensuite il est directeur de la Mission de la Vierge Immaculée connue aussi comme Mount Loretto, à Staten Island de 1936 à 1943.
Il est élevé au rang de chambellan privé de Sa Sainteté en 1941 puis de prélat de Sa Sainteté en 1944 avec le titre de Monseigneur. Il est nommé directeur des services d'effort de guerre de la conférence catholique nationale des services sociaux (1943-1947), avant d'être directeur des œuvres caritatives catholiques de New York, le 1er août 1947.

### Archevêque
Selon l'historien Raymond Kupke, le travail social de Mgr O'Boyle pendant la guerre et l'immédiat après-guerre, et ses capacités de négociation aussi bien avec des agences gouvernementales qu'avec des associations caritatives privées attirent l'attention du délégué apostolique, Mgr Amleto Giovanni Cicognani. Il est donc nommé le 27 novembre 1947 archevêque de Washington par Pie XII. Il est consacré le 4 janvier suivant par le cardinal Spellman à la cathédrale Saint-Patrick de New York. 
Il est connu pour son opposition au racisme. En 1948, il ouvre la voie à la déségrégation du système scolaire américain en intégrant les écoles catholiques de son diocèse six ans avant la décision de la Cour suprême des États-Unis qui déclare la ségrégation raciale comme inconstitutionnelle. Il commence d'abord par Washington, puis par les comtés du sud du Maryland, d'abord les collèges universitaires et les universités, puis les établissements d'enseignement secondaire et enfin les écoles élémentaires paroissiales.
En 1949,  Mgr O'Boyle donne la bénédiction à l'inauguration du président Truman.
En avril 1964, alors que les débats font rage à propos du Civil Rights Bill, Mgr O'Boyle préside la convocation interreligieuse des droits civiques, à l'université de Georgetown. Il déclare au lancement : « En tout homme, il y a une dignité sans prix qui est notre héritage. C'est de cette dignité que découlent les droits de l'homme, et le devoir de la justice est de faire respecter et honorer ces droits par tout le monde... » Par ses déclarations, il demande urgemment au Congrès de voter la loi et au public de « dire à nos représentants notre conviction qu'une telle loi est une obligation morale. ».
Il assiste aux sessions du Concile Vatican II de 1962 à 1965. Il est fait archevêque métropolitain lorsque Washington est élevé à ce rang le 12 octobre 1965.
Le pape Paul VI le crée cardinal lors du consistoire du 26 juin 1967. Il résigne ses fonctions dans l'archidiocèse en 1973.
Il est enterré à la cathédrale Saint-Matthieu de Washington.